# Масове вбивство у Цетинє (2025)
У середу 1 січня 2025 року в другій половині дня в чорногорському місті Цетинє сталося масове вбивство, унаслідок якого загинуло щонайменше десять осіб.
Після бійки у закладі чоловік на ім'я Ацо Мартинович повернувся туди зі зброєю і відкрив вогонь, убивши чотирьох осіб і поранивши ще кількох, після чого вийшов на вулицю, де застрелив ще чотирьох осіб. Покинувши місце злочину, нападник знову відкрив вогонь, убивши ще двох дітей і двох дорослих. Під час спроби затримання поліцією Мартинович вистрілив у себе і помер дорогою до лікарні вранці наступного дня.
Ця атака стала найсмертоноснішим масовим розстрілом в історії країни і другим масовим розстрілом у Цетинє після стрілянини в Цетинє 2022 року.

## Перебіг подій
Близько 17:30 за центральноєвропейським часом (UTC+1) 1 січня 2025 року в барі в Цетинє сталася бійка. Після неї чоловік, ідентифікований як 45-річний Ацо Мартинович (чорн. Ацо Мартиновић), залишив місце події і повернувся додому, де узяв свою зброю. Мартинович повернувся до закладу і відкрив вогонь, убивши чотирьох чоловіків і серйозно поранивши ще чотирьох. Після стрілянини в барі, Мартинович перемістився в інше місце, де вбив ще чотирьох людей. Покинувши друге місце злочину, нападник знову відкрив вогонь, убивши ще двох дітей і двох дорослих. Серед загиблих були власник бару і двоє його дітей у віці 8 і 13 років.
Влада перекрила дороги з Цетинє для пошуку підозрюваного, а для надання допомоги залучили спецпідрозділи. Пізніше було підтверджено, що кілька загиблих були вбиті в селі Баїце. Після того, як нападника оточила поліція, підозрюваний вистрілив собі в голову біля свого будинку в передмісті Цетинє, Гумчі, і помер дорогою до лікарні вранці 2 січня. Кілька жертв були перевезені до лікарні у Подгориці, четверо з них перебувають у критичному стані.
У минулому Мартинович затримувався за зберігання нелегальної вогнепальної зброї, а також за домашнє насильство. У 2005 році він також отримав умовний термін за скоєне насилля. Зазначалося також, що він вживав алкоголь протягом усього дня перед стріляниною.
На місці події поліція вилучила у нападника пістолет калібру 9 мм, 37 гільз і 80 набоїв.

## Жертви
Тринадцять осіб, включно зі злочинцем, загинули, а ще четверо зазнали поранень, критичних для життя. Жертвами стали двоє хлопчиків у віці 8 і 13 років, сім чоловіків і три жінки. Серед жертв були двоє родичів співака і переможця «Зірки Гранда» Дарко Мартиновича, племінники власника бару, члени сім'ї злочинця, в тому числі його сестра, і люди, яких знав злочинець.

## Реакція
Президент Яков Мілатович заявив, що шокований і приголомшений трагедією, написавши у Twitter: «Замість святкової радості нас охопив смуток через втрату невинних життів». Прем'єр-міністр Мілойко Спаїч відвідав лікарню, де перебували деякі жертви, і оголосив триденну національну жалобу та скасував заплановані новорічні святкування. Уряд оголосив, що розгляне можливість посилення правил володіння вогнепальною зброєю. Міністр внутрішніх справ Данило Шаранович заявив, що стрілянина стала «наслідком порушених міжособистісних відносин».
3 січня Рада національної безпеки оголосила про нові заходи з безпеки поводження зі зброєю, які включають нові перевірки безпеки та психологічні перевірки зареєстрованих власників зброї, а також суворе покарання для власників нелегальної зброї після закінчення двомісячної амністії для здачі вогнепальної зброї. Того ж дня 200 осіб протестували біля будівлі уряду в Подгориці, вимагаючи відставки вищих посадових осіб органів безпеки у зв'язку зі стріляниною. 5 січня відбулася ще одна демонстрація з вимогою відставки міністра внутрішніх справ Данило Шарановича та віцепрем'єр-міністра з питань безпеки і оборони Алекси Бечича.